# Kinder Bueno

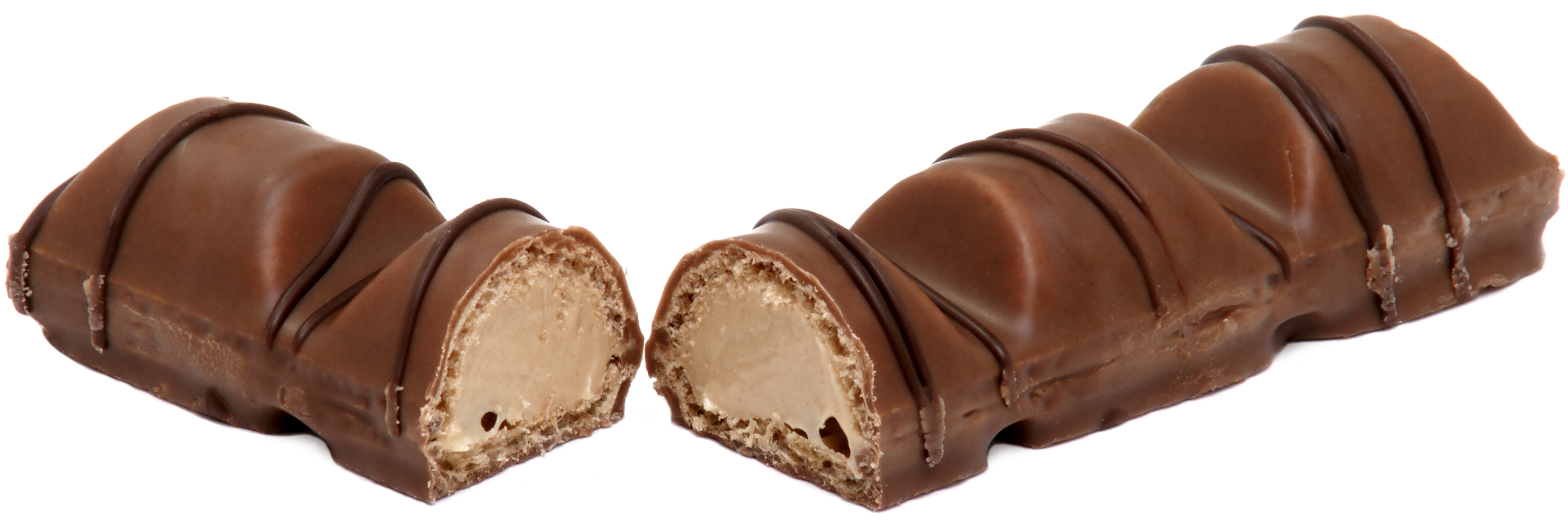
Kinder Bueno

Kinder Bueno ist ein Süßwarenprodukt des Ferrero-Konzerns, das seit 1990 in Italien und seit 1991 auf dem deutschen Markt erhältlich ist. Kinder Bueno wird von Ferrero in Villers-Écalles (Nordfrankreich) hergestellt. Neben dem standardmäßigen Kinder Bueno gibt es auch Kinder Bueno White mit weißer Schokolade anstelle von Milchschokolade.

## Bestandteile
Ein „Kinder Bueno“-Riegel wiegt 21,5 Gramm. Die Inhaltsstoffe von Kinder Bueno umfassen 31,5 Prozent  Milchschokolade (Zucker, Kakaobutter, Kakaomasse, Magermilchpulver, Butterreinfett, Emulgatoren Lecithine (Soja), Vanillin), Zucker, pflanzliches Fett (Palmöl), Weizenmehl, 10,8 Prozent Haselnüsse, Magermilchpulver, Vollmilchpulver, Halbbitterschokolade, fettarmen Kakao, Emulgatoren Lecithine (Soja), Backtriebmittel: Natriumhydrogencarbonat, Ammoniumcarbonat; Salz, Vanillin. Die Gesamtmilchbestandteile belaufen sich auf 19,5 Prozent. Kinder Bueno hat einen Brennwert von 2390,7 kJ pro 100 Gramm und wurde daher von Foodwatch 2012 unter die Lebensmittel eingereiht, die Kinder nur selten essen sollten, weil sie ungesund sind.

## Präsentation und Werbung
Im Jahr 2006 wurden das Logo und die Verpackung geändert.
Der im Jahr 2007 von Jung von Matt für Kinder Bueno kreierte Werbeslogan  lautet: „Mach dir das Leben bueno“.
Im Jahr 2007 lag Kinder Bueno auf Platz 4 der Rangliste der meistbeworbenen Süßwaren hinter zwei anderen Ferrero-Produkten, Milch-Schnitte (3.) und Kinder Pinguí (2.).
Seit Februar 2018 gibt es auch ein Kinder Bueno-Eis in Kooperation mit dem Unilever-Konzern.

## Produktlogos

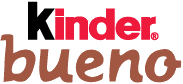
Produktlogo bis 2006
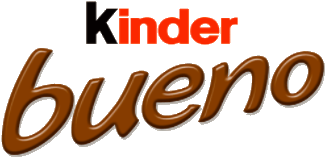
Produktlogo ab 2006

## Auszeichnungen
- 2008: Top-Marke Riegel Platz 41 von 100.[13]